# Naturwissenschaftlicher Verein für Schleswig-Holstein
Der Naturwissenschaftliche Verein für Schleswig-Holstein mit Sitz in Kiel ist ein gemeinnütziger Verein für naturkundliche Forschungen mit gegenwärtig über 200 Mitgliedern.

## Geschichte
1855 wurde der „Verein nördlich der Elbe zur Verbreitung naturwissenschaftlicher Kenntnisse“ gegründet, 1867 konstituierte sich der „Verein für Geographie und Naturwissenschaften“. Beide Vereine schlossen sich am 13. April 1872 zum „Naturwissenschaftlichen Verein für Schleswig-Holstein“ zusammen. Dem ersten Vorstand gehörte unter anderem Karl August Möbius an. Schon nach sechs Jahren zählte der Verein 610 Mitglieder.
Bekannte Mitglieder des Vereins waren Walther Flemming, Victor Hensen, Wolf Herre, Berndt Heydemann, Herbert Jankuhn,  Heinrich Lenz, Johanna Mestorf, Ludwig Meyn, Karl August Möbius, Erna Mohr, Max Planck, Adolf Remane, Alfred Rust und August Thienemann.

## Aufgaben
Ziel des Vereins ist, das Interesse für Naturwissenschaften zu wecken und zu fördern. Dies geschieht durch Veranstaltung wissenschaftlicher Vorträge mit Diskussionen, Exkursionen, Unterstützung naturwissenschaftlicher Forschungen sowie Herausgabe naturwissenschaftlicher Veröffentlichungen.
Der Verein sucht zudem, Naturwissenschaftler unterschiedlicher Disziplinen zusammenzuführen und die Kommunikation zwischen ihnen und der Öffentlichkeit zu fördern.

## Schriften des Naturwissenschaftlichen Vereins für Schleswig-Holstein
Seit seinem ersten Erscheinen 1872 stellt das Publikationsorgan Schriften des Naturwissenschaftlichen Vereins für Schleswig-Holstein aktuelle Untersuchungsergebnisse gleichzeitig der Fachwelt und der interessierten Öffentlichkeit vor. Heute erscheint es als begutachtete (Peer-Review) Zeitschrift für internationale Publikationen aus allen naturwissenschaftlichen Fachdisziplinen. Sie wird von Bibliotheken in 56 Staaten in Europa, Asien, Afrika, Amerika und Australien geführt. Außerdem ist sie als online-Zeitschrift im Internet frei verfügbar (Elektronische Zeitschriftenbibliothek).